# Wilfred Ndidi
Onyinye Wilfred Ndidi (*16. prosince 1996 Lagos) je nigerijský profesionální fotbalista, který hraje na pozici defenzivního záložníka za anglický klub Leicester City a za nigerijský národní tým. Je známý svou obrannou zdatností a přesnými střelami ze střední a velké vzdálenosti.

## Klubová kariéra

### Genk
Ndidi debutoval v belgické Pro League v dresu Genku 31. ledna 2015 v utkání proti Charleroi při porážce 1:0.
Během play-off belgické ligy proti Club Brugge vstřelil Ndidi gól z dálky, který byl v belgické lize označen za "Gól sezóny". Poté, co se k němu odrazil odražený míč, zpracováním obehrál bránícího hráče, vystřelil z voleje do pravého horního rohu branky. Míč se pohyboval rychlostí přes 111 km/h.

### Leicester City
Dne 3. prosince 2016 se Genk dohodl na přestupu Ndidiho s Leicesterem City za částku v hodnotě 17 milionů liber. Dohoda byla potvrzena 5. ledna 2017.
Ndidi debutoval v klubu 7. ledna 2017 při vítězství 2:1 proti Evertonu ve třetím kole FA Cupu. Svůj první zápas v Premier League odehrál 14. ledna 2017 proti Chelsea při porážce 3:0. V zápase FA Cupu proti Derby County 8. února 2017 nastoupil Ndidi do první poloviny prodloužení a střelou z dálky vstřelil svůj první gól za Leicester.
Ndidi byl poprvé ve své kariéře vyloučen během domácí porážky proti Crystal Palace 16. prosince 2017.

#### Sezóna 2020/21
Dne 13. září 2020 nastoupil Ndidi na pozici středního obránce v prvním zápase Leicesteru v sezóně 2020/21, Leicester udržel čisté konto při výhře 3:0 nad West Bromwich Albion. V témže týdnu utrpěl Ndidi zranění a na marodce týmu měl zůstat 6-12 týdnů. Na hřiště se vrátil 3. prosince při prohře Leicesteru v Evropskou ligou proti ukrajinskému týmu FK Zorja Luhansk.
Dne 19. ledna 2021 vstřelil Ndidi svůj první gól v sezoně v utkání proti Chelsea, které skončilo 2:0.

## Reprezentační kariéra

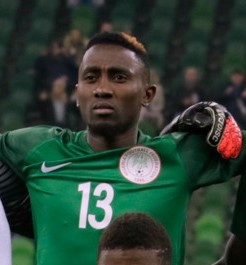
Ndidi v dresu Nigérie proti Argentině

Ndidi byl povolán do seniorské reprezentace Nigérie 8. října 2015, debutoval v přátelském utkání proti DR Kongo a v při výhře 3:0 proti Kamerunu o pár dní později, vystřídal v 63. minutě Johna Obi Mikela.
V květnu 2018 byl povolán na Mistrovství světa 2018 v Rusku. Byl zařazen i do mužstva na Afrického poháru národů 2019 a nastoupil do prvního zápasu Nigérie proti Burundi.

## Statistiky

### Klubové
K 21. březnu 2021
| Klub           | Sezóna  | Liga               | Liga   | Liga | Národní pohár | Národní pohár | Ligový pohár | Ligový pohár | Evropské poháry | Evropské poháry | Celkem | Celkem |
| Klub           | Sezóna  | Liga               | Zápasy | Góly | Zápasy        | Góly          | Zápasy       | Góly         | Zápasy          | Góly            | Zápasy | Góly   |
| -------------- | ------- | ------------------ | ------ | ---- | ------------- | ------------- | ------------ | ------------ | --------------- | --------------- | ------ | ------ |
| Genk           | 2014/15 | Jupiler Pro League | 6      | 0    | 0             | 0             | —            | —            | —               | —               | 6      | 0      |
| Genk           | 2015/16 | Jupiler Pro League | 38     | 4    | 5             | 0             | —            | —            | —               | —               | 43     | 4      |
| Genk           | 2016/17 | Jupiler Pro League | 19     | 0    | 3             | 1             | —            | —            | 12              | 2               | 34     | 3      |
| Genk           | Celkem  | Celkem             | 63     | 4    | 8             | 1             | —            | —            | 12              | 2               | 83     | 7      |
| Leicester City | 2016/17 | Premier League     | 17     | 2    | 2             | 1             | 0            | 0            | 4               | 0               | 23     | 3      |
| Leicester City | 2017/18 | Premier League     | 33     | 0    | 3             | 1             | 2            | 0            | —               | —               | 38     | 1      |
| Leicester City | 2018/19 | Premier League     | 38     | 2    | 0             | 0             | 2            | 0            | —               | —               | 40     | 2      |
| Leicester City | 2019/20 | Premier League     | 32     | 2    | 3             | 0             | 4            | 0            | —               | —               | 39     | 2      |
| Leicester City | 2020/21 | Premier League     | 17     | 1    | 4             | 0             | 0            | 0            | 4               | 0               | 25     | 1      |
| Leicester City | Celkem  | Celkem             | 137    | 7    | 12            | 2             | 8            | 0            | 8               | 0               | 165    | 9      |
| Celkem         | Celkem  | Celkem             | 200    | 11   | 20            | 3             | 8            | 0            | 20              | 2               | 248    | 16     |

### Reprezentační
K 13. listopadu 2019
| Nigérie | Nigérie | Nigérie |
| Rok     | Zápasy  | Góly    |
| ------- | ------- | ------- |
| 2015    | 2       | 0       |
| 2016    | 4       | 0       |
| 2017    | 7       | 0       |
| 2018    | 10      | 0       |
| 2019    | 13      | 0       |
| Celkem  | 36      | 0       |